# سوزان دير كلاود
سوزان دير كلاود (بالإنجليزية: Susan Deer Cloud)‏ هي كاتِبة وشاعرة أمريكية، ولدت في 20 أكتوبر 1950.